# Karawang Wetan
Karawang Wetan is een bestuurslaag in het regentschap Karawang van de provincie West-Java, Indonesië. Karawang Wetan telt 29.870 inwoners (volkstelling 2010).